# Sophie Hagman

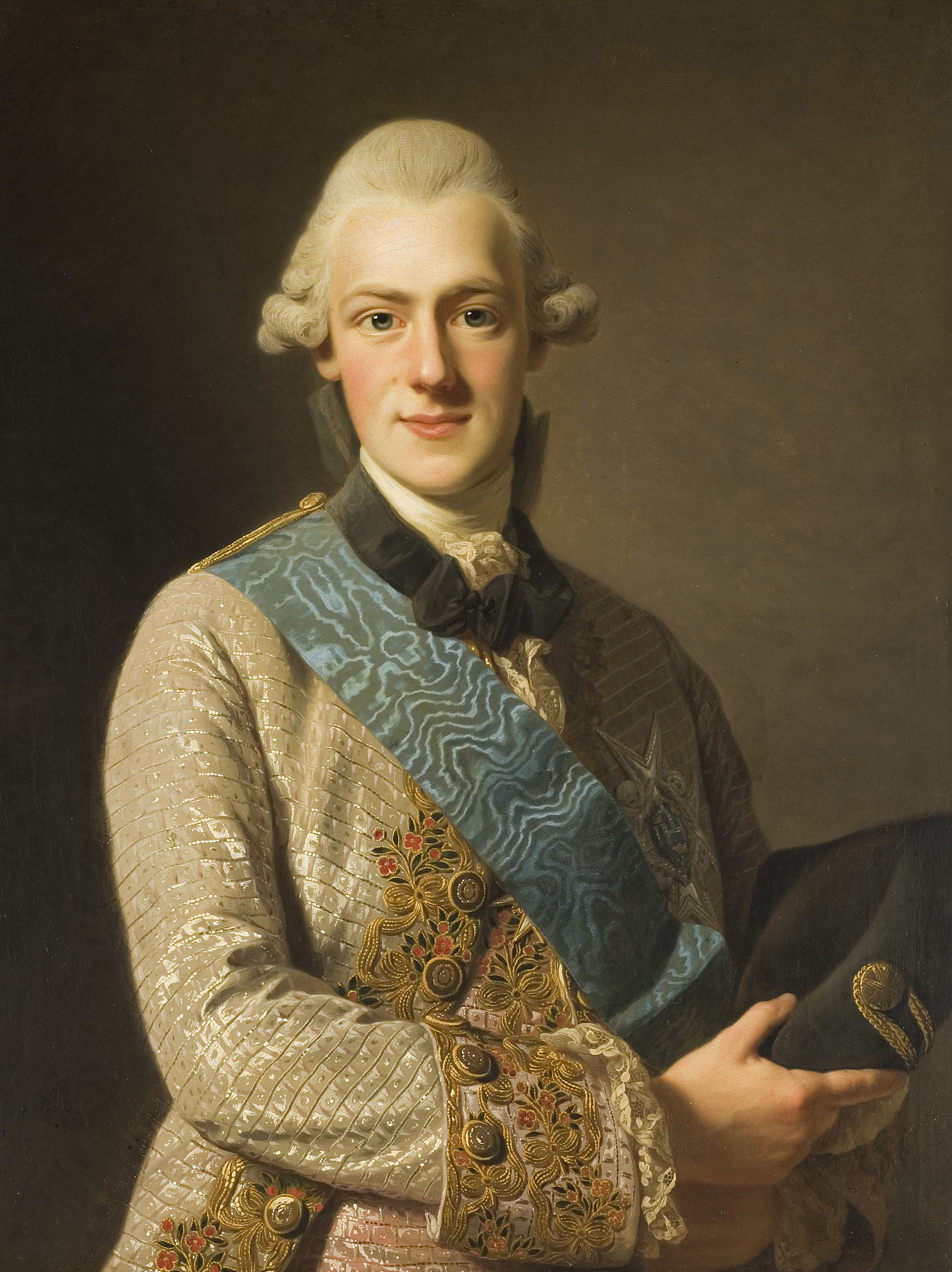
Fredrik Adolf.

Sophie Hagman, född Anna Sophia Hagman 31 december 1758 i Eskilstuna, död 6 maj 1826 i Stockholm, var en svensk balettdansös. Hon var officiell mätress till prins Fredrik Adolf av Sverige, Gustav III:s bror, mellan 1778 och 1793.

## Bakgrund
Sophie Hagman var född i Eskilstuna som barn till timmermannen Peter Hagman (d. 1772) och Elisabet Hedman (d. 1767). Hon var syster till den Lars Hagman (f. 1748), som var bosatt i Barva socken utanför Strängnäs och år 1780 var soldat vid major Jakob Malms regemente i Södermanland, och som prins Fredrik Adolf i augusti 1780 tillkännagav att han ville gynna. Hon hade också två systrar, Christina Catharina och Elisabet, och ytterligare en bror, Carl Peter Hagman. Hennes svåger, Anders Erling, var verksam som skeppstimmerman i Stockholm. 
Hagman kom med sina föräldrar och syskon till Lovön i Stockholm 1762, där fadern blev skeppstimmerman i Katarina församling. Efter att fadern och styvmodern båda avlidit 1772 tog hon tjänst som barnjungfru hos balettmästaren vid Operan, Louis Gallodier. Hon ska efter detta ha varit husjungfru åt hovdamen Virginia Charlotta Manderström och därefter kammarjungfru åt Hedvig Catharina Piper.
Enligt Lars von Engeström var Hagman, under sin anställning hos Piper, "en liten flicka, och man skrattade åt henne för det hon var kär i hertig Fredrik". Hon ska sedan ha blivit försörjd av en generös och vacker ung bryggare. Österrikes ambassadör Joseph Clemens von Kaunitz-Reitberg erbjöd både Hagman och bryggaren pengar för att få överta henne, men förhållandet var byggt på ömsesidig förälskelse och båda nekade, särskilt som "bryggaren var vackrare karl än grefven". Bryggaren, vars namn inte är känt, ska ha satt henne i en syskola, men då han dog, saknade hon pengar att fullfölja utbildningen och ville heller inte återgå till att bli en tjänare.
Sophie Hagman fick år 1775 en plats vid Kungliga Baletten på Operan. Hon nämns år 1776 som en av herdinnorna i en balett. År 1775 uppträdde hon i operan Thetis och Pelée, den 24 april samma år som lyckans prästinna i Neptun och Amphitrite av Henrik Philip Johnsen, och år 1776 som herdinna med Charlotte Slottsberg och dennas mor Lovisa Charlotta Schubart i Aline, drottning av Golconda av Francesco Antonio Uttini.  
Hon ska under ett uppträdande som page på Operan ha blivit upptäckt av Fredrik Adolf, som förförde henne och sedan blev förälskad i henne.

## Mätress
År 1778 blev Sophie Hagman älskarinna åt prins Fredrik Adolf och bodde på Lilla Kina, inte långt från Kina slott. Fredrik Adolf lät även uppföra Bellevue vid grindstugan till Tullgarns slott som bostad för henne. Hon ska ha använt sin fritid till läsning och att lära sig franska språket och etikett. År 1780 presenterade Fredrik Adolf öppet Hagman vid hovet som sin erkända mätress. Gustav III gav troligen sitt tillstånd till detta för att han beundrade de franska sederna, och det vid franska hovet var vanligt med mätresser. Presentationen av Sophie Hagman vid hovet skedde inför tronföljaren på Gripsholm den 2 januari 1780, blev mycket uppmärksammad och har beskrivits i detalj av kammarherre Gustaf Johan Ehrensvärd: 
»Hertig Fredrik hade af h. maj: t negocierat tillstånd att få presentera sin mamsell Hagman för kronprinsen. H. maj:t hade därtill samtyckt, och det tycktes som om detta vore en början till vidare distinktioner, som henne kunde ämnas. Vid hof skall i alla saker en viss etikett i akt tagas. Så skedde också nu. Hertigen hade anmodat grefve Leijonstedt att föra henne ifrån sina till kronprinsens rum, där hertigen själf var, och hade för grefvinnan Rosen gifvit tillkänna, att han fått h. maj:ts tillstånd att låta henne blifva admitterad att se kronprinsen. Då Leijonstedt gick in och anmälde sig föra denna skönhet med sig, kom hertigen själf ut, tog emot henne och förde henne in uti kronprinsens rum, gick fram och gjorde en sorts presentation. Mamsell Hagman kysste hans hand och började konversation med damerna, för hvilka hon äfven blef presenterad. 
Hennes konversation var otvungen och behaglig; hon visade mycken modesti och respekt, men ingen blyghet och undergifvenhet. Hertigen satte sig icke under hela tiden, så att de närvarande damerna äfven måste stå, på det att hans mamsell ej blefve den enda, som i annat fall måst stå. Hon hade icke kunnat sätta sig i kronprinsens närvaro. Grefvinnan Rosen, som märkte detta, bad hertigen sätta sig, men han låtsade icke höra, fortföljde sin konversation, och sedan denna visiten räckt en half timme, retirerade sig både hertigen och den sköna, nöjde och intagne af lädje öfver detta första steg. Kronprinsens damer, i början något skandaliserade öfver denna visit, funno sig snart nöjda med densamma och talade mycket till mamsell Hagmans beröm. Hertig Fredrik hade länge planerat detta och isynnerhet gjort sig vän af alla damer vid detta hof; han hade visat dem all möjlig politesse, alltid under måltiderna placerat bredvid sig fru von Stauden, hvars rum vanligtvis är vid en bordsända bredvid de unga officerarne och långt ifrån öfverheten.»
Hagman kallades svägerska av kungen och svärdotter av änkedrottningen. Hovdamerna var i början snobbiga mot henne, men Sophie Hagman förstod att göra sig omtyckt av alla. Till slut upphörde även Axel von Fersen d.ä., som i övrigt intog en sträng hållning mot all utomäktenskaplig sexualitet, att tala illa om henne och erkände att »hon hade intagit alla till sin fördel». Om henne som mätress sades det att "Hon skilde sig ock från andra furstliga mätresser genom att aldrig missbruka sin ställning till att rikta sig med gods och ägodelar".
 
År 1780 blev Fredrik Adolf förälskad i Margareta Lovisa Wrangel och bad Gustav III och tillåtelse om att få gifta sig med henne, vilket Gustav gick med på, delvis möjligen för att förflytta Fredrik Adolf från moderns, Lovisa Ulrikas inflytande, då han visste att hon var emot äktenskapet. Förhållandet mellan Hagman och Fredrik Adolf avbröts därför under ett år. Hon bemöttes med stor medömkan vid hovet på grund av det goda intryck hon hade gjort, och för att hon inte hade begärt några pengar och därför var ställd utan försörjning. Gustav III lovade henne därför en pension. Fredrik Adolf ska under denna tid ha uppvaktat Wrangel utan uppehåll, men snart också tröttnat. Efter att äktenskapsplanerna hade misslyckats, återknöts förhållandet mellan Hagman och Fredrik Adolf år 1781; han betalade då också kostnaderna för Wrangels bröllop. Hon ska då ha förklarat att hon nu endast kände vänskap för honom sedan han sårat henne genom att bryta deras förhållande, men Fredrik Adolf ska ha nöjt sig med detta och gjort sig förtjänt av henne genom att förbli henne trogen. Hagman fick ett par rum på Stockholms slott till bostad, och blev värdinna på Fredrik Adolfs privata residens Tullgarns slott. Hon fick också lantegendomar; Hagman ägde Säby i Frustuna socken i Södermanland och "under frälsefrihet" egendomen Wappersta i Vagnhärad och Nedere eller Lilla Frösunda i Solna.
Sophie Hagman gjorde intryck med sitt osjälviska uppträdande. Adolf Ludvig Hamilton förklarade att "Det var omöjligt i hennes stånd att handla ädelmodigare", och upptecknade ett exempel; Vid ett tillfälle ska Fredrik Adolf ha köpt henne en juvelring på kredit utan att betala den. Hagman lade märke till att den fattige juveleraren ofta satt och väntade vid prinsens förmak och förhörde sig om hans ärende. Hon ska ha sagt: "Prinsen är för närvarande ej stadd vid penningar, jag kan alltför väl umbära denna prydnad men ej er välfärd", varpå hon gav honom tillbaka smycket. Denna episod spreds skvallervägen och bidrog till hennes goda rykte. 
År 1784 beskriver Axel von Fersen d.ä. att Fredrik Adolf lever ett lugnt och ovanligt stillsamt liv med Sophie Hagman i en krets av vänner, och att Hagman följde honom överallt: till Gripsholm, Drottningholm och på regementsmötet med Västmanlands regemente. Gustav III hade gett henne en pensionsförsäkring på 2 000 rdr årligen att utbetalas om förhållandet upphörde samt lovat Fredrik Adolf att ge henne titeln grevinna om paret fick en son. År 1786 skrev Hedvig Elisabet Charlotta av Holstein-Gottorp att Fredrik helt och hållet behärskades av Hagmans skönhet och isolerade sig på sin egendom med henne hela dagarna. Deras förhållande uppgavs ha varit lyckligt. 

Om Sophie Hagman som värdinna på Tullgarn skrev Ehrensvärd: »Mamsell Hagman var alldeles såsom ett hovfruntimmer. Hennes konversation var otvungen och behaglig. Hon visade mycken modestie och respekt men ingen blyghet eller undergivenhet. Damerna visade henne all aktning. Kavaljererna ansågo sig lyckliga, om hon bevärdigade dem med en kort minut, och den som fick dansa en kontradans var på höjden av lycka.» Hon ska ha skött sin roll som värdinna "icke med en furstinnas nedlåtande stolthet, men med medelklassens okonstlade belefvenhet. Och hvilken värdinna denna var! Ett utseende af en Venus, ett skicka af en Juno, ett behag af en Hebe". Fredrik Adolf skall, efter att ha misslyckats presentera Hagman för traktens lantadel genom guvernör von Jacobsson, ha presenterat henne för borgerskapet i Nyköping. Det finns många episoder från Hagmans tillvaro som värdinna på Tullgarn. En dikt publicerades i HermodeVy 3 april 1847 under rubriken "Hertig Fredrik, Mamsell Hagman och gamla Margaretha", och skildrade hur Sophie Hagman deltog i Fredrik Adolfs många jakter på Tullgarn, där de övriga jaktdeltagarna, bland vilka nämns Lars Hierta, Adolf Stackelberg och Gustaf Sture såg mer på henne än på jakten:
Som en stjärna på en vårsky sitter hon på en gångare hvit
Hälften Freja, hälften Rota, skönare än bägge två
Och från lätta purpurhatten vaja högt de fjädrar blå.
Se ej på de ögons himmel, se ej på lockars gull!
Akta dig, det lif är smidigt, akta dig, den barm är full.
Hagman träffade sedan på tiggaren Margaretha, som hon gav sin hjälp. Detta ska ha inträffat 1791.
I februari 1787 fick paret en dotter, Sophia Fredrica, som döptes 20 februari med "föräldrarnas namn förtegat". Hon hade sina föräldrar samt kammarherre greve Adolf Piper, riddaren Pehr Reinhold Tersmeden, greve Carl Posse, riddaren Pehr Sparre och professor Schulzenheim som faddrar. Det finns inga fler uppgifter om dottern och hon antas ha dött strax därpå.
Under Ryska kriget 1788-90 hade Fredrik Adolf i december 1788 kommit i konflikt med Gustav III och vägrat tjänstgöra i armén sedan han tvingats göra detta under sin bror Karls befäl. Både Gustav III, Hedvig Elisabet Charlotta och Sofia Albertina ska då ha ansett att konflikten endast kunde lösas av Hagman, men det finns inga uppgifter om huruvida de vände sig till henne. Vid Fredrik Adolfs frånvaro under kriget hade Hagman under år 1788 en relation med Anders Hahr (1764-1845), "en ung ståtlig brukspatron", ägare av Sörby vid Gnesta. Då Fredrik Adolf återkom var hon gravid med Hahr. Både Hagman och Hahr förklarade att de ville gifta sig med varandra, men Fredrik Adolf vägrade avsluta förhållandet. Då Fredrik Adolf år 1789 reste hem till Sverige från Finland på permission ska Gustav III ha yttrat: "Han har väl rest hem för att se efter sina harungar". Det finns dock inga uppgifter om att Hagman ska ha fått några barn som överlevde.

## Senare liv

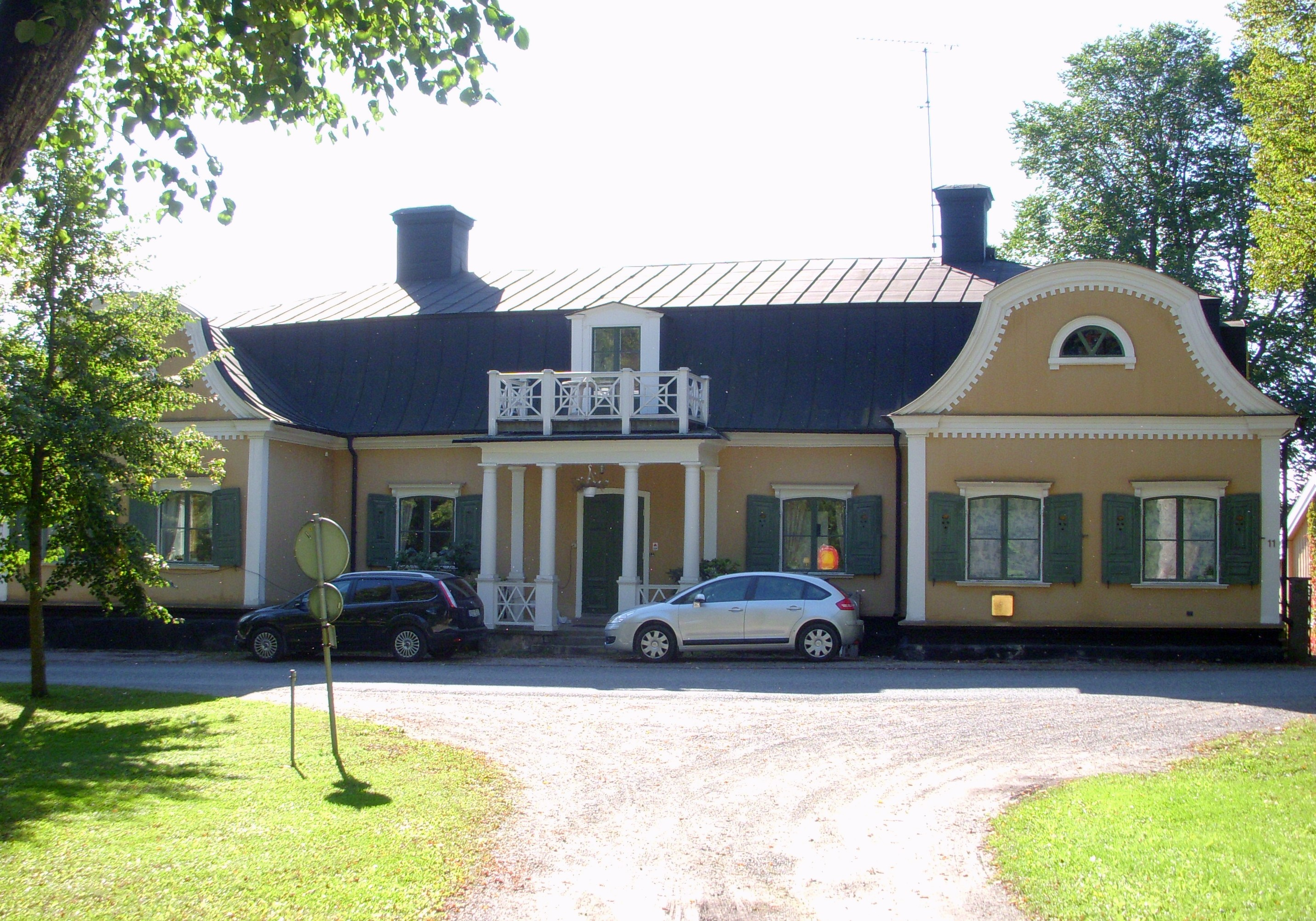
Lilla Kina, fasad mot öst, september 2011.

Relationen mellan Sophie Hagman och Fredrik Adolf avslutades vänskapligt år 1793, och Hagman fick en pension på vilken hon kunde leva bekvämt. Fredrik Adolf ersatte henne med Euphrosyne Löf, medan Hagman hade ett förhållande med skådespelaren Édouard du Puy. Förhållandet med du Puy ska ha varit kort men gett upphov till ett barn, trots att det inte finns några uppgifter om att Hagman hade barn. Relationen avslutades när du Puy reste till Tyskland, och Hagman ska ha följt efter honom dit i ett misslyckat försök att övertala honom att fortsätta relationen. Exakt vid vilken tidpunkt hennes relation med du Puy och hennes Tysklandsresa utspelade sig har inte gått att bekräfta. Hagman ska ha besökt Köpenhamn år 1795 och ytterligare en gång i början av 1800-talet, då hon ska ha varit där i sällskap med du Puy under namnet "fru Hedengrahn". Under sin vistelse i Köpenhamn 1795 mötte hon Franz Michael Franzén, som har skrivit en skildring av deras möte. Han beskriver henne som vacker och värd högaktning för att hon aldrig missbrukade sin ställning som mätress, och hon hade talat med honom om sina brorsbarn, vars uppfostran hon tog hand om  År 1796 besökte hon Paris på en nöjesresa med kapten Carl Christian Ehrenhoff (1757-1824), som hon år 1801 ska haft planer på att gifta sig med, men planerna blev aldrig förverkligade.
Hon lär ha levt sina sista år "beundrad för sin ännu bevarade skönhet, sitt älskvärda, behagfulla väsen och sitt goda hjärta". Hon bodde i Stockholm på vintern och om sommaren på Lilla Kina på Drottningholm. I Stockholm bodde hon först vid Drottninggatan och från cirka 1800 vid Regeringsgatan tillsammans med sin syster underofficersänkan Elisabeth Bjurström, sina systerdöttrar Sophie och Augusta Bjurström, sin systerson Petter Bjurström och tre pigor. Hon gav små baler och supéer och umgicks med bland andra Sergel och med "fru Jouffroy", gift med Fredriks Adolfs ekonomidirektör. 
Hon fick i pension 660 rdr från kungens kassa samt från 1804 en pension på 1.000 rdr från svenska statsverket samt hyra på 400 rdr på Lilla Kina, som hon hyrde ut när hon inte bodde där själv. Dessa pensioner utsattes 1809 för kritik på Riddarhuset av Friherre Stael von Holstein, Hon skattade för sidenmöbler och ska ha levt bekvämt men inte överdådigt. Hon testamenterade sin egendom till sina systerbarn och sin vän Jeanette Stenström. 
Sophie Hagmans gravplats är inte känd. Enligt gamla uppgifter skall hon vara begravd på Vagnhärads kyrkogård i Södermanland.

## Sophie Hagman i kulturen
Sophie Hagman och hennes förhållande med Fredrik Adolf skildras i romanen Morianen av Crusenstolpe. I boken mötte Fredrik Adolf för första gången Hagman som mjölkflicka på en ridtur vid Drottningholm. Han slog vad med Gustav III om att förföra henne, men mötte henne inte igen förrän vid operaföreställningen Gustav Vasa, där hon var en av de uppträdande. Fredrik Adolf fick då monarkens tillstånd att ta henne från Operan och placera henne på en pension för fina damer under namnet Sophie Hagman, där hon lärde sig att uppträda som en medlem av överklassen. Därefter förde han henne till hovet, där hon presenterades offentligt som hans mätress. Denna historia har ibland skildrats som verklighet, men den är uppdiktad, även om den i stora drag påminner om den verkliga historien.